# Septidelphis
Septidelphis — вимерлий рід дельфіновидих ссавців родини дельфінових. Типовий і єдиний вид Septidelphis morii.

## Викопні записи
Цей рід відомий у літописах скам'янілостей з пізнього занклу – раннього п'яченціану (пліоцену) (віковий діапазон: від 3.81 до 3.19 мільйонів років тому). Скам'янілості знаходять у морських товщах П'ємонту (північна Італія).

## Опис
Цей рід характеризується кондилобазальною довжиною, що досягає близько 550 міліметрів, довгим і вузьким рострумом і широкими передчелюстними кістками в середині роструму. Він показує надзвичайне заднє розширення дорсального отвору мезоростального каналу.